# Saint-Sériès
Saint-Sériès [sɛ̃ seʁjɛs] est une commune française située dans le département de l'Hérault en région Occitanie.
La commune possède un patrimoine naturel remarquable : un site Natura 2000 et deux zones naturelles d'intérêt écologique, faunistique et floristique.

## Géographie

### Localisation
Saint-Séries est située dans le nord-est du département de l'Hérault.
Le village est situé à 6 km de Lunel (au sud), 6 km de Sommières (au nord), 25 km de Montpellier (à l'ouest), 25 km de Nîmes (à l'est).
Elle se trouve dans l'aire urbaine de Montpellier, ainsi que de la zone d'emploi de cette ville, et dans le bassin de vie de Sommières.
Le hameau de Saint-Félix, bien qu'à l'écart du village et antérieur originellement, a été intégré à Saint-Sériès. L'époque de la fusion reste inderterminée.

### Communes limitrophes
Les communes limitrophes sont Aubais, Junas, Boisseron, Saturargues, Villetelle et Entre-Vignes.

### Géologie et relief
La superficie de la commune est de 4,56 km2 ; son altitude varie de 14  à   68 mètres.

### Hydrographie

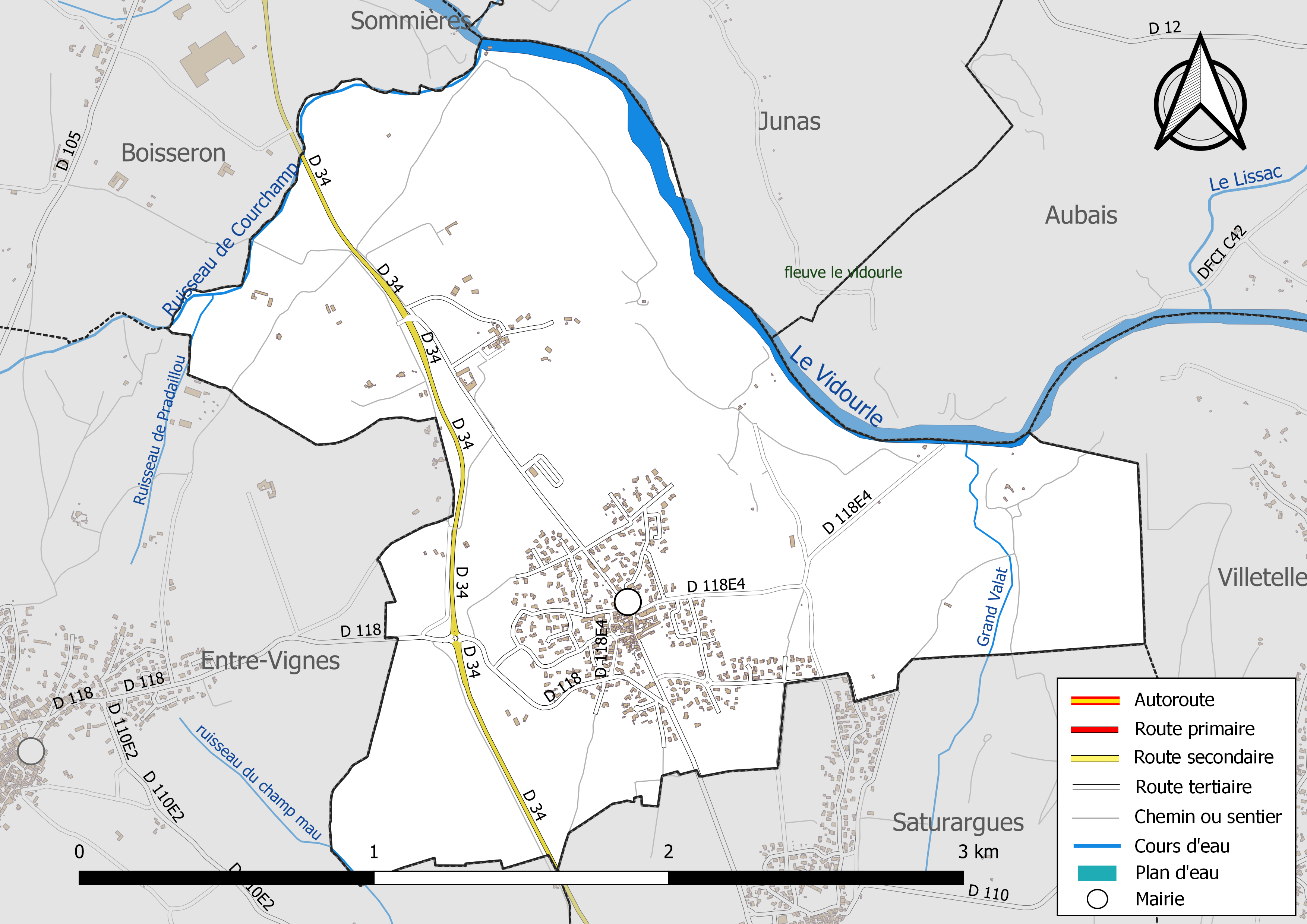
Carte hydrographique de la commune.

Le territoire communal est limité au nord-est par le lit du fleuve côtier le Vidourle.
Il est également drainé par deux de ses affluents, le ruisseau de Courchamp, qui forme la limite nord-ouest de ce territoire et le Grand Valat.

### Climat
Pour des articles plus généraux, voir Climat de l'Occitanie et Climat de l'Hérault.
En 2010, le climat de la commune est de type climat méditerranéen franc, selon une étude s'appuyant sur une série de données couvrant la période 1971-2000. En 2020, Météo-France publie une typologie des climats de la France métropolitaine dans laquelle la commune est exposée à un climat méditerranéen et est dans la région climatique Provence, Languedoc-Roussillon, caractérisée par une pluviométrie faible en été, un très bon ensoleillement (2 600 h/an), un été chaud (21,5 °C), un air très sec en été, sec en toutes saisons, des vents forts (fréquence de 40 à 50 % de vents > 5 m/s) et peu de brouillards.
Pour la période 1971-2000, la température annuelle moyenne est de 14,4 °C, avec une amplitude thermique annuelle de 17,1 °C. Le cumul annuel moyen de précipitations est de 730 mm, avec 6 jours de précipitations en janvier et 2,8 jours en juillet. Pour la période 1991-2020, la température moyenne annuelle observée sur la station météorologique la plus proche, située sur la commune de Entre-Vignes à 2 km à vol d'oiseau, est de 0,0 °C et le cumul annuel moyen de précipitations est de 0,0 mm,. Pour l'avenir, les paramètres climatiques de la commune estimés pour 2050 selon différents scénarios d'émission de gaz à effet de serre sont consultables sur un site dédié publié par Météo-France en novembre 2022.

### Milieux naturels et biodiversité

#### Réseau Natura 2000

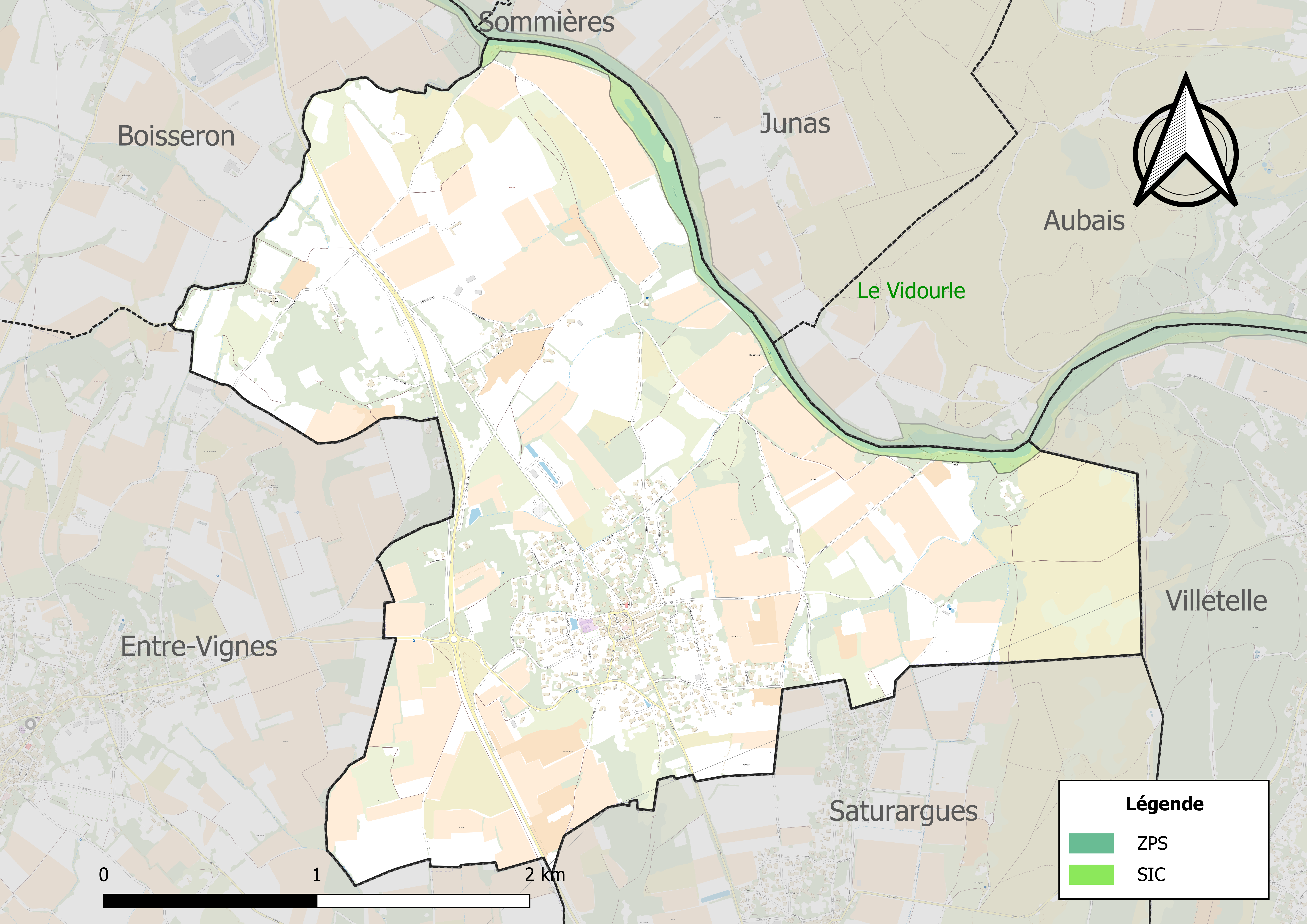
Site Natura 2000 sur le territoire communal.

Le réseau Natura 2000 est un réseau écologique européen de sites naturels d'intérêt écologique élaboré à partir des directives habitats et oiseaux, constitué de zones spéciales de conservation (ZSC) et de zones de protection spéciale (ZPS).
Un site Natura 2000 a été défini sur la commune au titre de la directive habitats : « le Vidourle », d'une superficie de 209 ha, présentant un intérêt biologique tout particulier au regard de l'existence d'espèces aquatiques et palustres remarquables et singulières par rapport à d'autres cours d'eau de la région. Le Gomphe de Graslin, libellule d'intérêt communautaire, justifie notamment l'inscription du Vidourle au réseau Natura 2000.

#### Zones naturelles d'intérêt écologique, faunistique et floristique
L’inventaire des zones naturelles d'intérêt écologique, faunistique et floristique (ZNIEFF) a pour objectif de réaliser une couverture des zones les plus intéressantes sur le plan écologique, essentiellement dans la perspective d’améliorer la connaissance du patrimoine naturel national et de fournir aux différents décideurs un outil d’aide à la prise en compte de l’environnement dans l’aménagement du territoire.
Une ZNIEFF de type 1 est recensée sur la commune :
le « cours du Vidourle de Salinelles à Gallargues » (153 ha), couvrant 10 communes dont six dans le Gard et quatre dans l'Hérault et une ZNIEFF de type 2, : 
la « vallée du Vidourle de Sauve aux étangs » (691 ha), couvrant 21 communes dont 16 dans le Gard et cinq dans l'Hérault.

Carte des ZNIEFF de type 1 et 2 à Saint-Sériès.
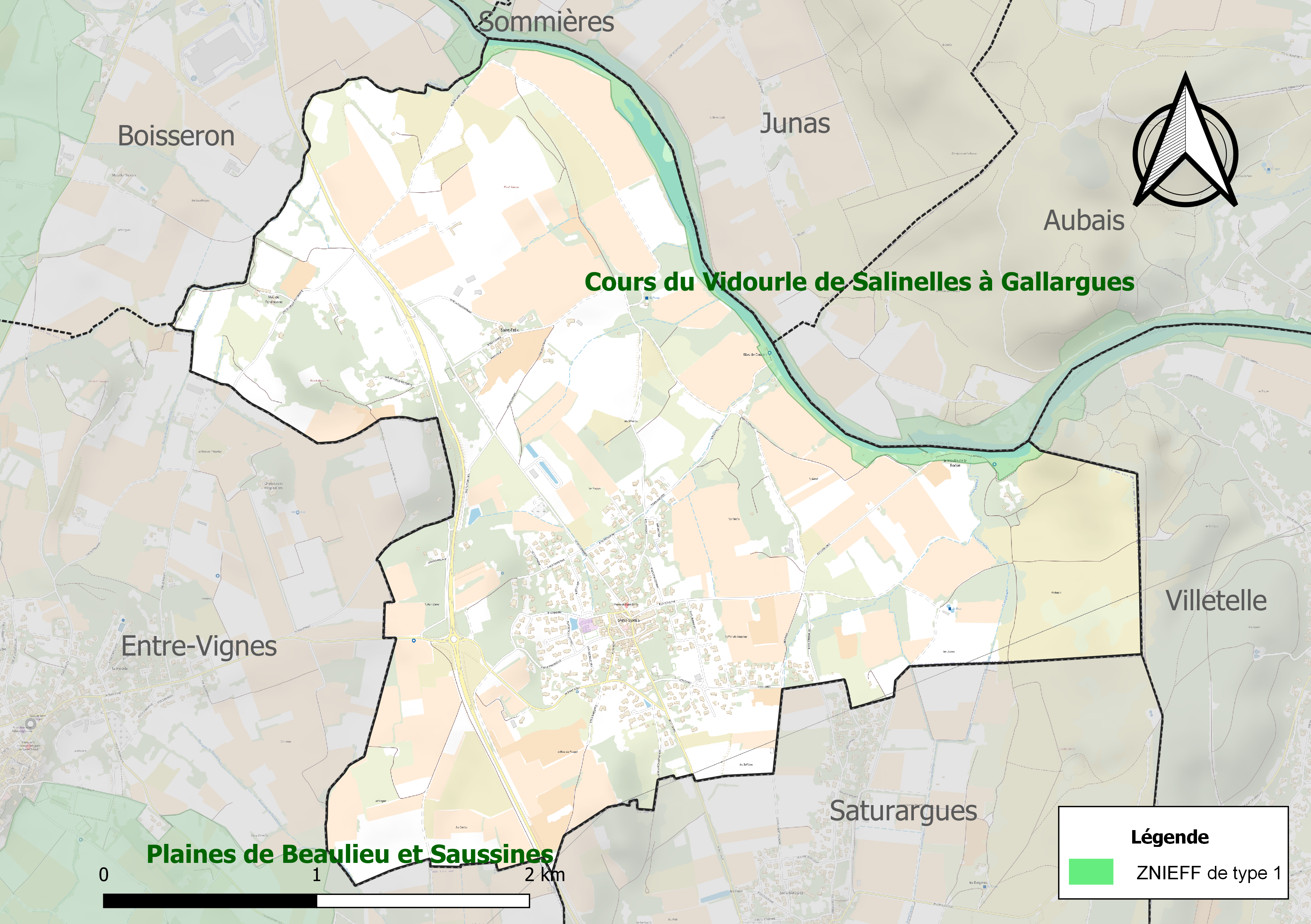
Carte de la ZNIEFF de type 1 sur la commune.
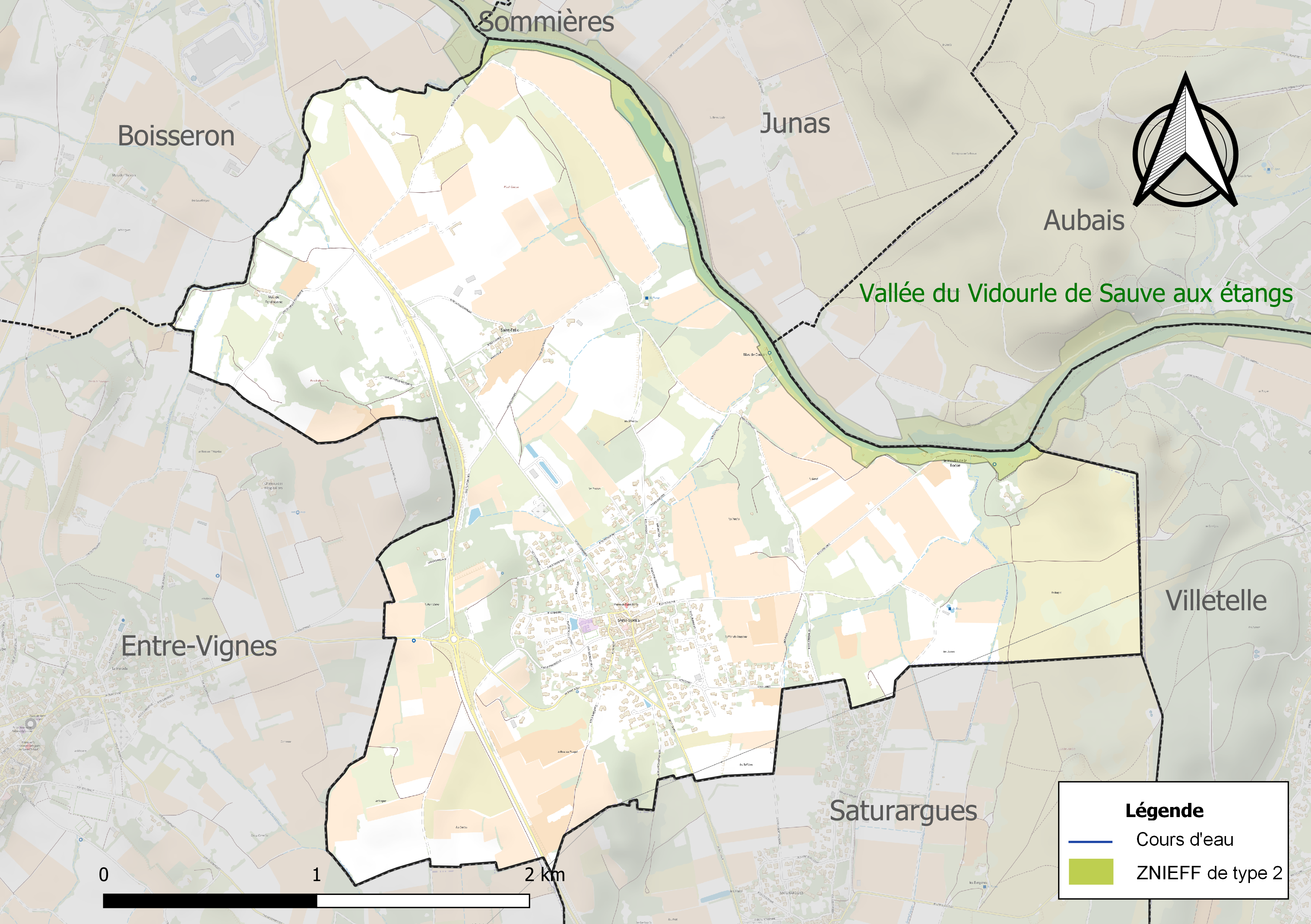
Carte de la ZNIEFF de type 2 sur la commune.

## Urbanisme

### Typologie
Au 1er janvier 2024, Saint-Sériès est catégorisée bourg rural, selon la nouvelle grille communale de densité à sept niveaux définie par l'Insee en 2022.
Elle est située hors unité urbaine. Par ailleurs la commune fait partie de l'aire d'attraction de Montpellier, dont elle est une commune de la couronne,. Cette aire, qui regroupe 161 communes, est catégorisée dans les aires de 700 000 habitants ou plus (hors Paris),.

### Occupation des sols

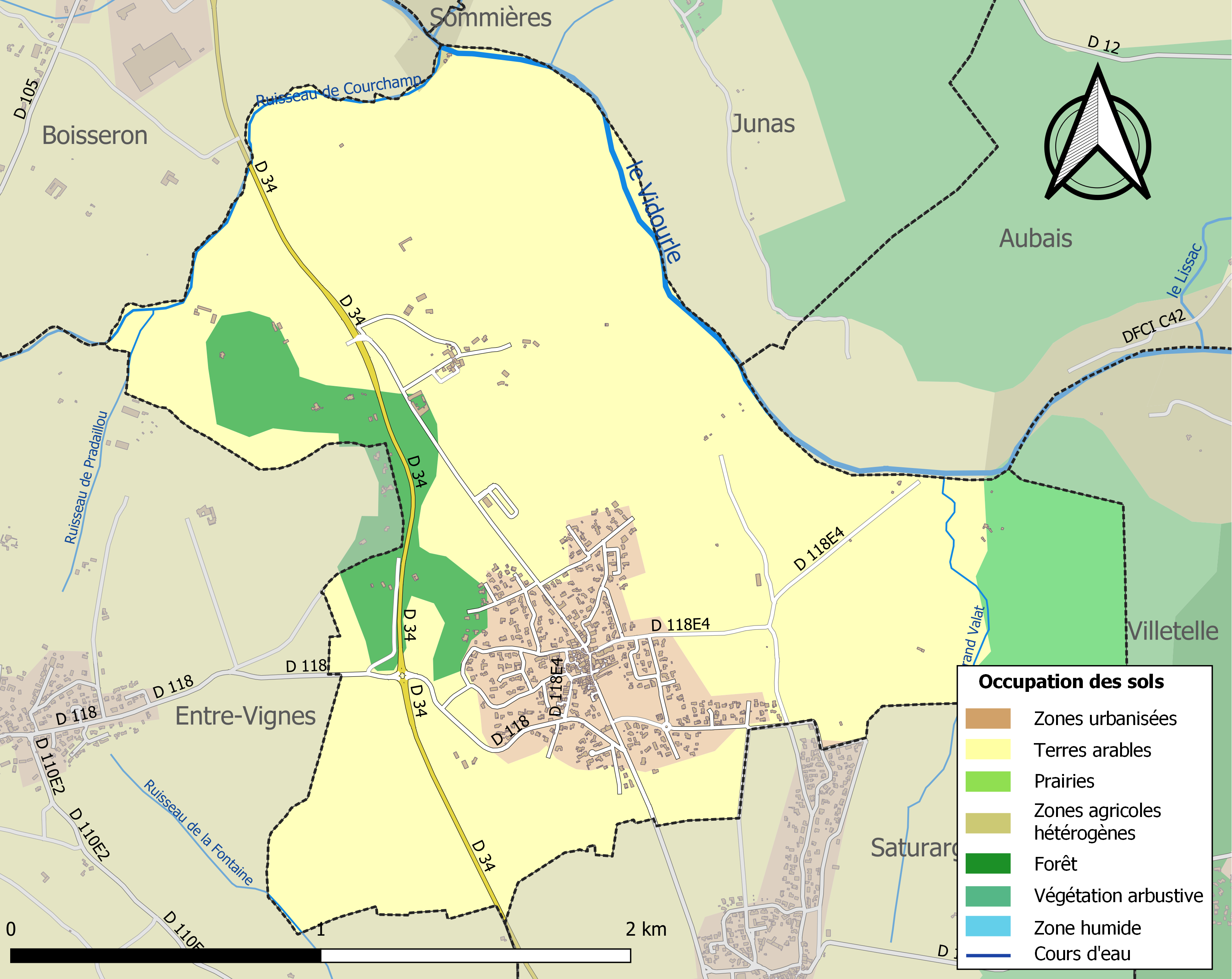
Carte des infrastructures et de l'occupation des sols de la commune en 2018 (CLC).

L'occupation des sols de la commune, telle qu'elle ressort de la base de données européenne d’occupation biophysique des sols Corine Land Cover (CLC), est marquée par l'importance des territoires agricoles (76,6 % en 2018), en diminution par rapport à 1990 (87,4 %). La répartition détaillée en 2018 est la suivante : 
cultures permanentes (76,4 %), zones urbanisées (9,8 %), forêts (7 %), milieux à végétation arbustive et/ou herbacée (6,6 %), zones agricoles hétérogènes (0,2 %). L'évolution de l’occupation des sols de la commune et de ses infrastructures peut être observée sur les différentes représentations cartographiques du territoire : la carte de Cassini (XVIIIe siècle), la carte d'état-major (1820-1866) et les cartes ou photos aériennes de l'IGN pour la période actuelle (1950 à aujourd'hui).

### Habitat et logement
En 2020, le nombre total de logements dans la commune était de 445, alors qu'il était de 378 en 2015 et de 328 en 2010.
Parmi ces logements, 89,7 % étaient des résidences principales, 4,6 % des résidences secondaires et 5,7 % des logements vacants. Ces logements étaient pour 85,2 % d'entre eux des maisons individuelles et pour 14,3 % des appartements.
Le tableau ci-dessous présente la typologie des logements à Saint-Sériès en 2020 en comparaison avec celle de l'Hérault et de la France entière. Une caractéristique marquante du parc de logements est ainsi la faible proportion des résidences secondaires et logements occasionnels (4,6 %) par rapport au département (18 %) et à la France entière (9,7 %).
| Typologie                                               | Saint-Sériès | Hérault | France entière |
| ------------------------------------------------------- | ------------ | ------- | -------------- |
| Résidences principales (en %)                           | 89,7         | 74,9    | 82,1           |
| Résidences secondaires et logements occasionnels (en %) | 4,6          | 18      | 9,7            |
| Logements vacants (en %)                                | 5,7          | 7,1     | 8,2            |

### Risques naturels et technologiques
Le territoire de la commune de Saint-Sériès est vulnérable à différents aléas naturels : météorologiques (tempête, orage, neige, grand froid, canicule ou sécheresse), inondations, feux de forêts et séisme (sismicité faible). Il est également exposé à un risque technologique, le transport de matières dangereuses. Un site publié par le BRGM permet d'évaluer simplement et rapidement les risques d'un bien localisé soit par son adresse soit par le numéro de sa parcelle.

#### Risques naturels
Certaines parties du territoire communal sont susceptibles d’être affectées par le risque d’inondation par débordement de cours d'eau, notamment le Vidourle. La commune a été reconnue en état de catastrophe naturelle au titre des dommages causés par les inondations et coulées de boue survenues en 1982, 1994, 1998, 2001, 2002, 2003 et 2007,.
Saint-Sériès est exposée au risque de feu de forêt. Un plan départemental de protection des forêts contre les incendies (PDPFCI) a été approuvé en juin 2013 et court jusqu'en 2022, où il doit être renouvelé. Les mesures individuelles de prévention contre les incendies sont précisées par deux arrêtés préfectoraux et s’appliquent dans les zones exposées aux incendies de forêt et à moins de 200 mètres de celles-ci. L’arrêté du 25 avril 2002 réglemente l'emploi du feu en interdisant notamment d’apporter du feu, de fumer et de jeter des mégots de cigarette dans les espaces sensibles et sur les voies qui les traversent sous peine de sanctions. L'arrêté du 11 mars 2013 rend le débroussaillement obligatoire, incombant au propriétaire ou ayant droit,.

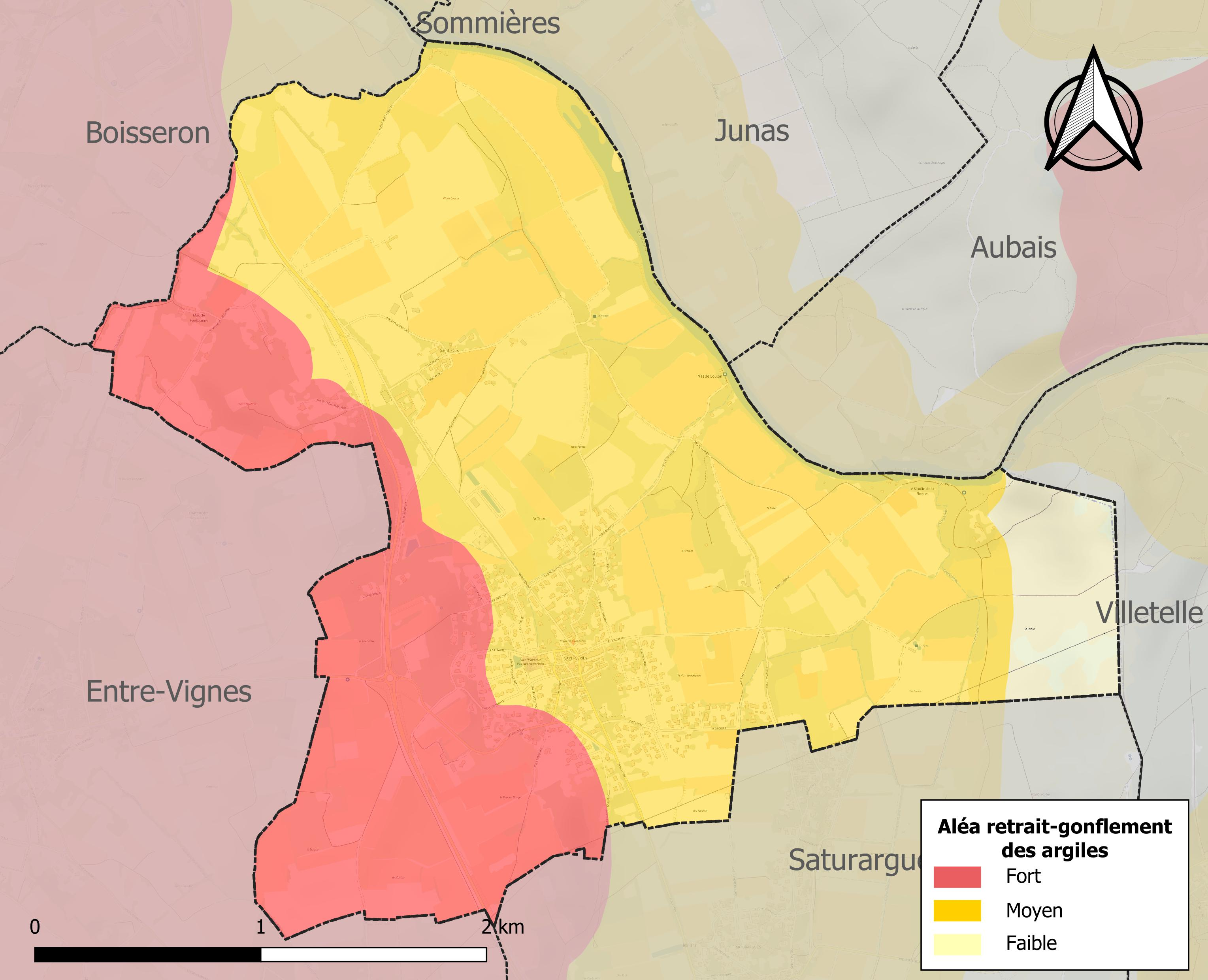
Carte des zones d'aléa retrait-gonflement des sols argileux de Saint-Sériès.

Le retrait-gonflement des sols argileux est susceptible d'engendrer des dommages importants aux bâtiments en cas d’alternance de périodes de sécheresse et de pluie. 94,9 % de la superficie communale est en aléa moyen ou fort (59,3 % au niveau départemental et 48,5 % au niveau national). Sur les 353 bâtiments dénombrés sur la commune en 2019, 353 sont en aléa moyen ou fort, soit 100 %, à comparer aux 85 % au niveau départemental et 54 % au niveau national. Une cartographie de l'exposition du territoire national au retrait gonflement des sols argileux est disponible sur le site du BRGM,.
Par ailleurs, afin de mieux appréhender le risque d’affaissement de terrain, l'inventaire national des cavités souterraines permet de localiser celles situées sur la commune.

#### Risques technologiques
Le risque de transport de matières dangereuses sur la commune est lié à sa traversée par des infrastructures routières ou ferroviaires importantes ou la présence d'une canalisation de transport d'hydrocarbures. Un accident se produisant sur de telles infrastructures est susceptible d’avoir des effets graves sur les biens, les personnes ou l'environnement, selon la nature du matériau transporté. Des dispositions d’urbanisme peuvent être préconisées en conséquence.

## Toponymie
La première trace du nom de Saint Sériès apparaît en 1226 : Sanctum Chererium.

## Histoire[24]

### Préhistoire
L'archéologie témoigne d'une présence humaine à l'âge du fer[réf. nécessaire].

### Avant la Révolution française
Sous l'Ancien Régime, la commune s'écrit aussi Saint-Cériès. Elle est rattachée à la Baronnie de Lunel.

### Révolution française et Empire
La commune, instituée par la Révolution française, absorbe en 1790, celle de Saint-Félix-de-Sinistargues.

### Temps modernes
La guerre des camisards a amené de grosses destructions et malheurs[réf. nécessaire].

## Politique et administration

### Rattachements administratifs et électoraux

#### Rattachements administratifs
La commune se trouve dans l'arrondissement de Montpellier du département de l'Hérault.
Elle faisait partie depuis 1801 du canton de Lunel. Dans le cadre du redécoupage cantonal de 2014 en France, cette circonscription administrative territoriale a disparu, et le canton n'est plus qu'une circonscription électorale.

#### Rattachements électoraux
Pour les élections départementales, la commune fait partie depuis 2014 d'un nouveau canton de Lunel porté de 13 à 15 communes.
Pour l'élection des députés, elle fait partie de la troisième circonscription de l'Hérault.

### Intercommunalité
Saint-Sériès était membre de la communauté de communes du Pays de Lunel, un établissement public de coopération intercommunale (EPCI) à fiscalité propre créé en 1993 et auquel la commune avait transféré un certain nombre de ses compétences, dans les conditions déterminées par le code général des collectivités territoriales.
Celle-ci se transforme en 2024 en communauté d'agglomération sous le nom de Lunel Agglo, et la commune en est désormais membre.

### Liste des maires
| Période     | Période                    | Identité                   | Étiquette                                                            | Qualité |
| ----------- | -------------------------- | -------------------------- | -------------------------------------------------------------------- | --- |
|             |                            |                            |                                                                      | |
| 1947        | 1971                       | Léon Teissèdre             |                                                                      | |
| 1971        | 1983                       | Marc Jeanjean              |                                                                      | |
| 1983        | mars 1995                  | Ghyslaine Coulon-Spartacus | SE                                                                   | Consultante RH, DRH |
| juin 1995   | mars 2014                  | François Berna             | DVG                                                                  | Expert-comptable Président de la CC du Pays de Lunel (1995 → 2008) |
| mars 2014   | mai 2020                   | Arlette Larman             | SE                                                                   | Retraitée Fonction publique |
| mai 2020    | février 2023,              | Pierre Griselin            | Déclaré SE mais pouvant être affilié à la droite et l'extrême-droite | Contrôleur principal des finances publiques retraité. Vice-président de la CC du Pays de Lunel (2020 → 2023) Démissionnaire, après la démission d'une partie du conseil municipal |
| avril 2023, | En cours (au 23 mars 2024) | Yves Person                | SE                                                                   | Cadre supérieur retraité Vice-président de la CA Lunel Agglo (2023 → ) |

## Équipements et services publics

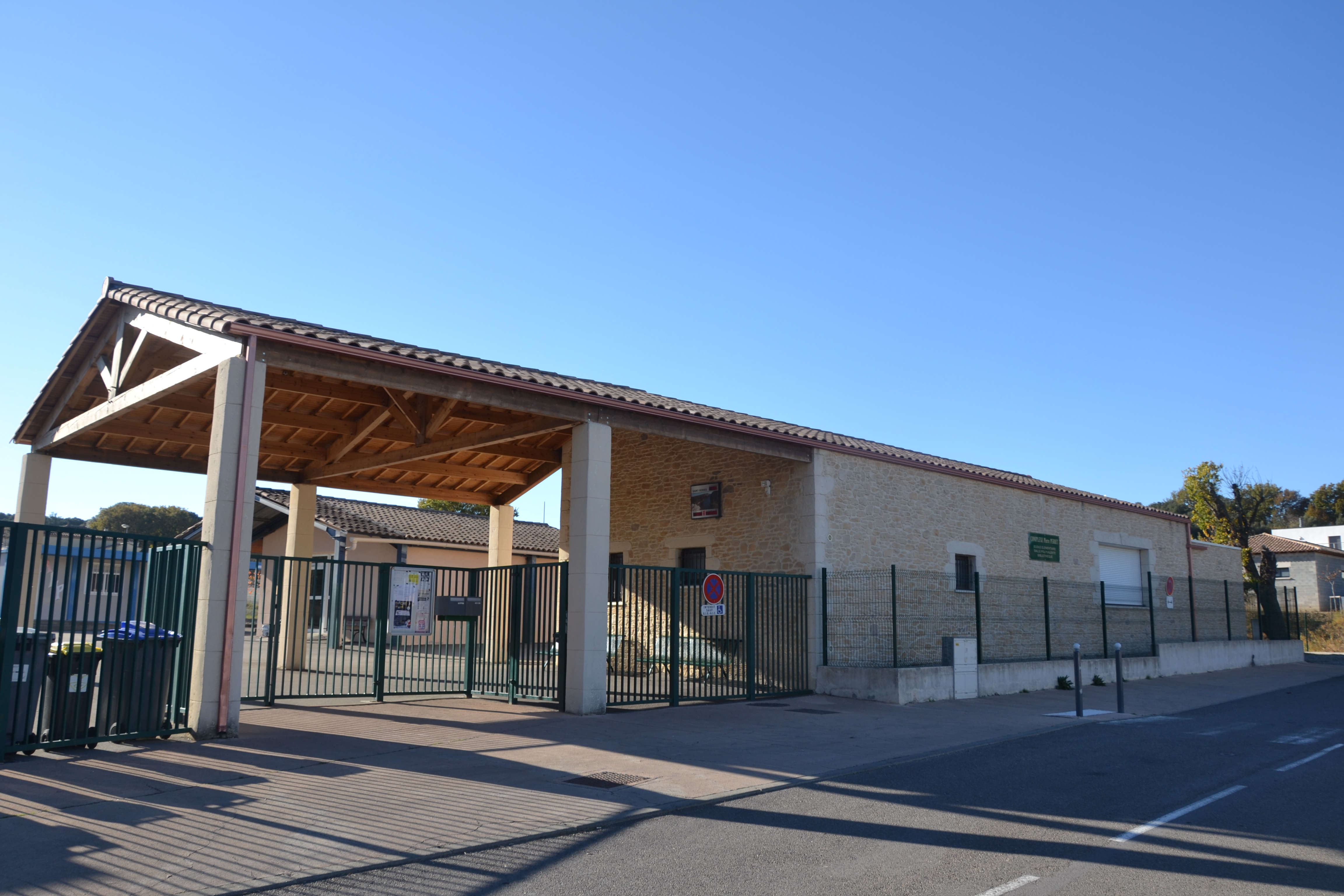
L'école.
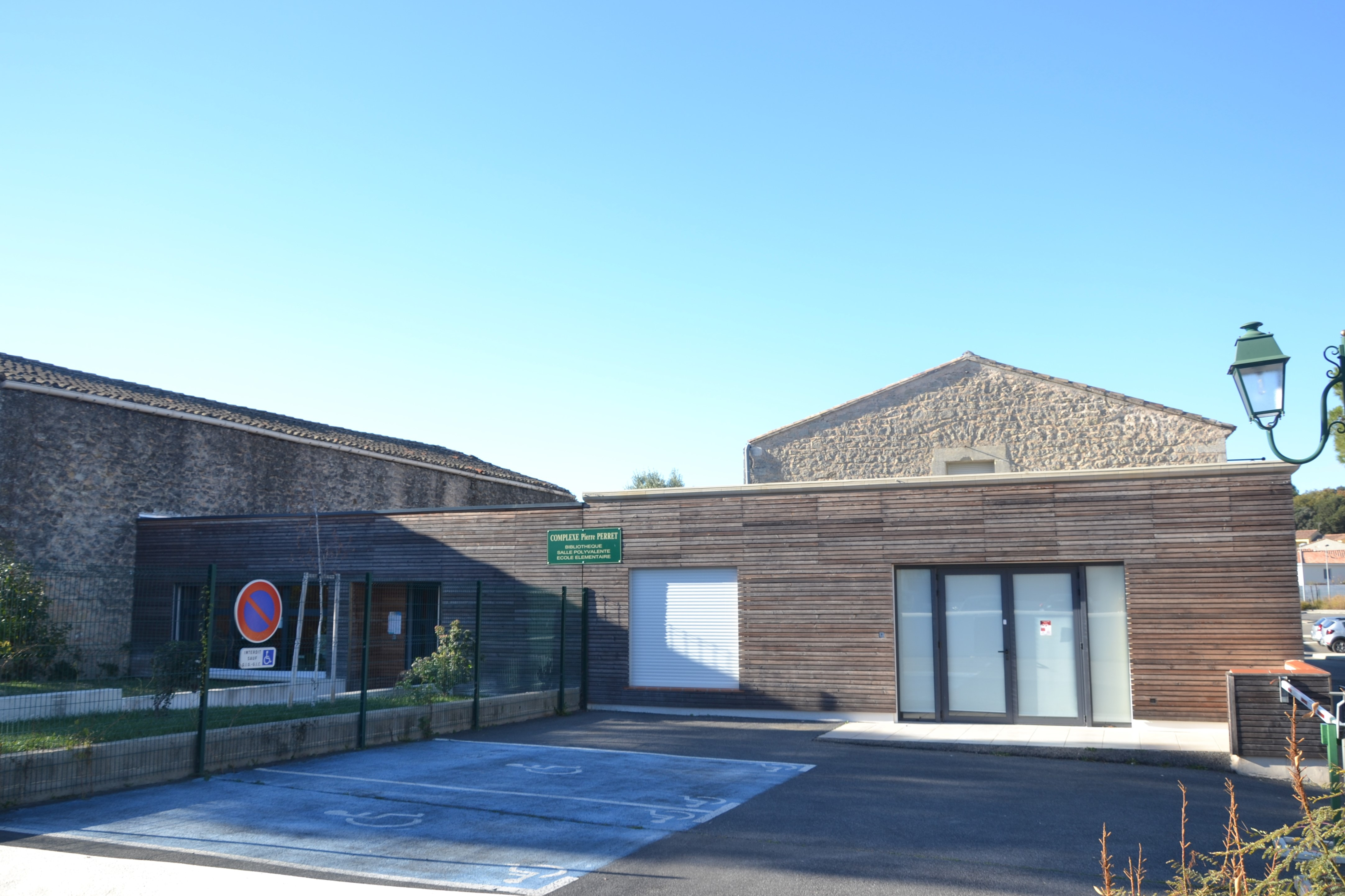
Le complexe Pierre-Perret.
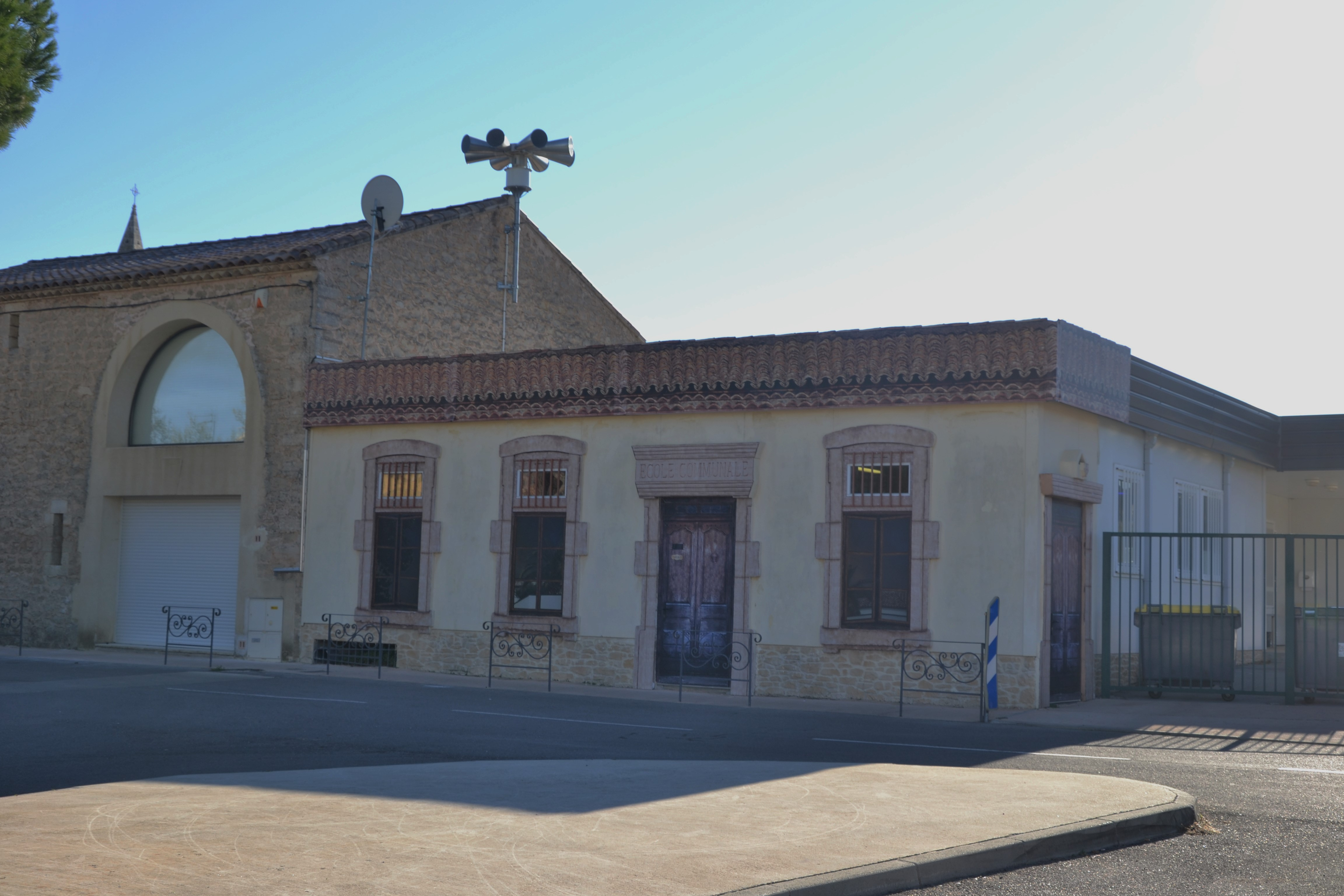
La salle communale.

## Population et société
Les habitants sont appelés les Saint-Sériessois ou Saint-Sériessoises.

### Démographie
L'évolution du nombre d'habitants est connue à travers les recensements de la population effectués dans la commune depuis 1793. Pour les communes de moins de 10 000 habitants, une enquête de recensement portant sur toute la population est réalisée tous les cinq ans, les populations de référence des années intermédiaires étant quant à elles estimées par interpolation ou extrapolation. Pour la commune, le premier recensement exhaustif entrant dans le cadre du nouveau dispositif a été réalisé en 2007.

En 2022, la commune comptait 972 habitants, en évolution de +0,52 % par rapport à 2016 (Hérault : +7,49 %, France hors Mayotte : +2,11 %).
| 1793 | 1800 | 1806 | 1821 | 1831 | 1836 | 1841 | 1846 | 1851 |
| ---- | ---- | ---- | ---- | ---- | ---- | ---- | ---- | ---- |
| 145  | 128  | 145  | 174  | 202  | 219  | 221  | 220  | 224  |

| 1856 | 1861 | 1866 | 1872 | 1876 | 1881 | 1886 | 1891 | 1896 |
| ---- | ---- | ---- | ---- | ---- | ---- | ---- | ---- | ---- |
| 230  | 228  | 212  | 255  | 236  | 186  | 191  | 210  | 224  |

| 1901 | 1906 | 1911 | 1921 | 1926 | 1931 | 1936 | 1946 | 1954 |
| ---- | ---- | ---- | ---- | ---- | ---- | ---- | ---- | ---- |
| 261  | 253  | 229  | 231  | 272  | 250  | 225  | 202  | 196  |

| 1962 | 1968 | 1975 | 1982 | 1990 | 1999 | 2006 | 2007 | 2012 |
| ---- | ---- | ---- | ---- | ---- | ---- | ---- | ---- | ---- |
| 204  | 230  | 224  | 358  | 448  | 583  | 822  | 856  | 846  |

| 2017 | 2022 | - | - | - | - | - | - | - |
| ---- | ---- | - | - | - | - | - | - | - |
| 983  | 972  | - | - | - | - | - | - | - |

Saint-Sériès est une commune rurale qui a connu une forte hausse de la population depuis 1962.

## Économie

### Revenus
En 2018, la commune compte 383 ménages fiscaux, regroupant 977 personnes. La médiane du revenu disponible par unité de consommation est de 25 910 € (20 330 € dans le département).

### Emploi
|                | 2008   | 2013   | 2018  |
| -------------- | ------ | ------ | ----- |
| Commune        | 7,3 %  | 6,7 %  | 5,7 % |
| Département    | 10,1 % | 11,9 % | 12 %  |
| France entière | 8,3 %  | 10 %   | 10 %  |

En 2018, la population âgée de 15 à 64 ans s'élève à 647 personnes, parmi lesquelles on compte 80,7 % d'actifs (74,9 % ayant un emploi et 5,7 % de chômeurs) et 19,3 % d'inactifs,. Depuis 2008, le taux de chômage communal (au sens du recensement) des 15-64 ans est inférieur à celui de la France et du département.
La commune fait partie de la couronne de l'aire d'attraction de Montpellier, du fait qu'au moins 15 % des actifs travaillent dans le pôle,. Elle compte 157 emplois en 2018, contre 82 en 2013 et 68 en 2008. Le nombre d'actifs ayant un emploi résidant dans la commune est de 488, soit un indicateur de concentration d'emploi de 32,1 % et un taux d'activité parmi les 15 ans ou plus de 67,5 %.
Sur ces 488 actifs de 15 ans ou plus ayant un emploi, 112 travaillent dans la commune, soit 23 % des habitants. Pour se rendre au travail, 85,3 % des habitants utilisent un véhicule personnel ou de fonction à quatre roues, 5,6 % les transports en commun, 1,6 % s'y rendent en deux-roues, à vélo ou à pied et 7,5 % n'ont pas besoin de transport (travail au domicile).

### Activités hors agriculture

#### Secteurs d'activités
95 établissements sont implantés à Saint-Sériès au 31 décembre 2019. Le tableau ci-dessous en détaille le nombre par secteur d'activité et compare les ratios avec ceux du département,.
| Secteur d'activité                                                                                        | Commune | Commune | Département |
| Secteur d'activité                                                                                        | Nombre  | %       | %           |
| --- | ------- | ------- | ----------- |
| Ensemble                                                                                                  | 95      | 100 %   | (100 %)     |
| Industrie manufacturière, industries extractives et autres                                                | 7       | 7,4 %   | (6,7 %)     |
| Construction                                                                                              | 14      | 14,7 %  | (14,1 %)    |
| Commerce de gros et de détail, transports, hébergement et restauration                                    | 14      | 14,7 %  | (28 %)      |
| Information et communication                                                                              | 6       | 6,3 %   | (3,3 %)     |
| Activités financières et d'assurance                                                                      | 5       | 5,3 %   | (3,2 %)     |
| Activités immobilières                                                                                    | 11      | 11,6 %  | (5,3 %)     |
| Activités spécialisées, scientifiques et techniques et activités de services administratifs et de soutien | 21      | 22,1 %  | (17,1 %)    |
| Administration publique, enseignement, santé humaine et action sociale                                    | 9       | 9,5 %   | (14,2 %)    |
| Autres activités de services                                                                              | 8       | 8,4 %   | (8,1 %)     |

Le secteur des activités spécialisées, scientifiques et techniques et des activités de services administratifs et de soutien est prépondérant sur la commune puisqu'il représente 22,1 % du nombre total d'établissements de la commune (21 sur les 95 entreprises implantées à Saint-Sériès), contre 17,1 % au niveau départemental.

#### Entreprises et commerces
Les cinq entreprises ayant leur siège social sur le territoire communal qui génèrent le plus de chiffre d'affaires en 2020 sont : 
- Jean Nicot TML, commerce de détail de journaux et papeterie en magasin spécialisé (5 860 k€) ;
- Naho Cosmetics, fabrication de parfums et de produits pour la toilette (1 673 k€) ;
- Ethicalia, conseil pour les affaires et autres conseils de gestion (132 k€) ;
- EURL Richard, travaux de terrassement spécialisés ou de grande masse (112 k€) ;
- Exesys Consultants, conseil pour les affaires et autres conseils de gestion (68 k€).

### Agriculture
La commune est dans le « Soubergues », une petite région agricole occupant le nord-est du département de l'Hérault. En 2020, l'orientation technico-économique de l'agriculture sur la commune est la viticulture.
|               | 1988 | 2000 | 2010 | 2020 |
| ------------- | ---- | ---- | ---- | ---- |
| Exploitations | 21   | 18   | 13   | 11   |
| SAU (ha)      | 307  | 260  | 206  | 194  |

Le nombre d'exploitations agricoles en activité et ayant leur siège dans la commune est passé de 21 lors du recensement agricole de 1988 à 18 en 2000 puis à 13 en 2010 et enfin à 11 en 2020, soit une baisse de 48 % en 32 ans. Le même mouvement est observé à l'échelle du département qui a perdu pendant cette période 67 % de ses exploitations,. La surface agricole utilisée sur la commune a également diminué, passant de 307 ha en 1988 à 194 ha en 2020. Parallèlement la surface agricole utilisée moyenne par exploitation a augmenté, passant de 15 à 18 ha.

## Culture locale et patrimoine

### Lieux et monuments
- Ancien château au sein du village.
- Église Saint-Arey de Saint-Sériès.
- Ancien mas de Saint-Félix dont la fondation est très ancienne, et qui a été notamment occupé par des religieux. Dans la cour se dresse une ancienne tour d'horloge coiffée d'un campanile en fer forgé qui abrite une cloche datant de 1830, issue de la fonderie Pierre Pierron à Avignon.
- La Roque de Saint-Sériès, une gorge entre deux rochers à pic, d’une hauteur de 70 mètres, creusée par le Vidourle, et qui donne un remarquable panorama sur les environs[44].

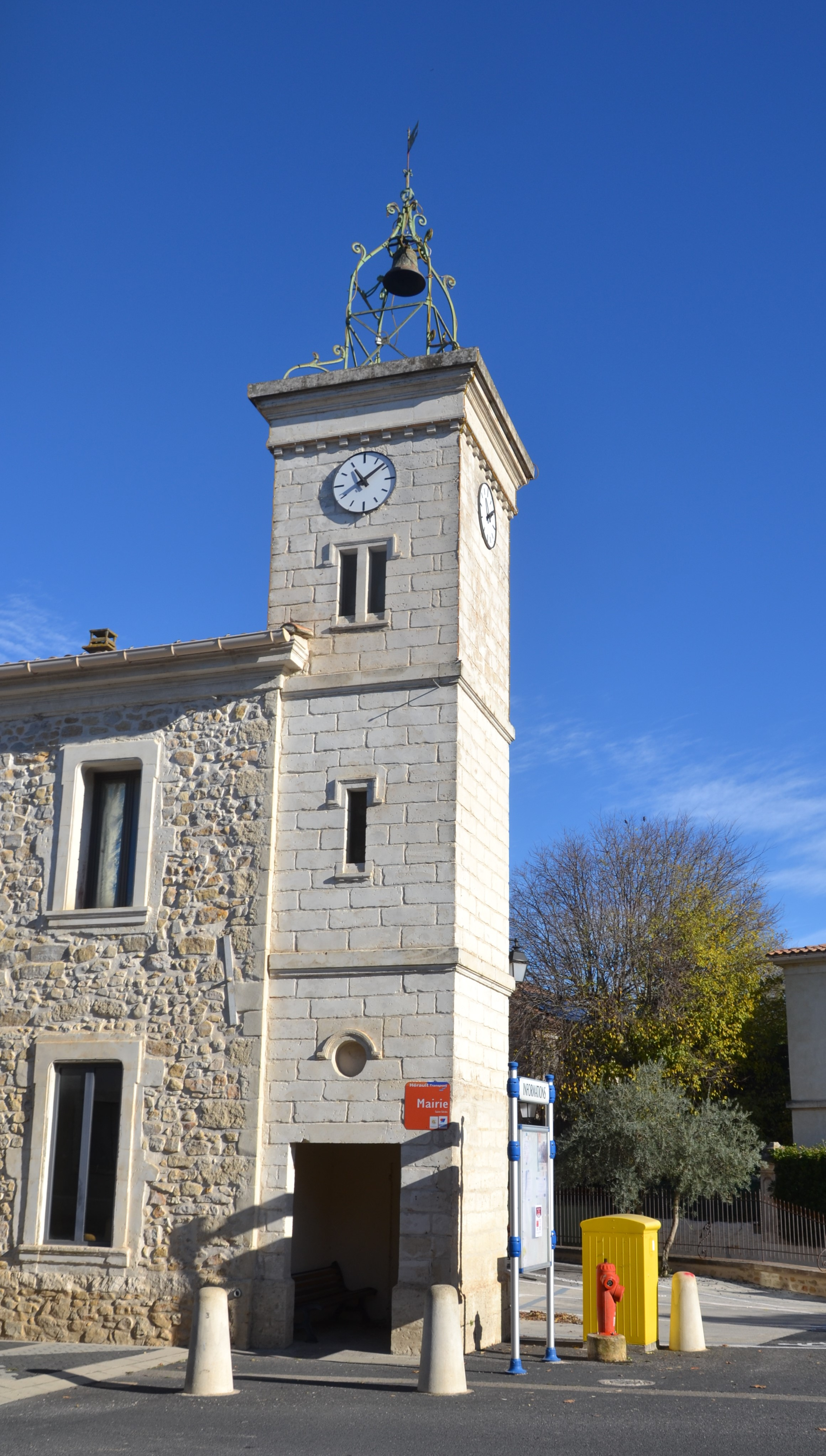
Le beffroi.
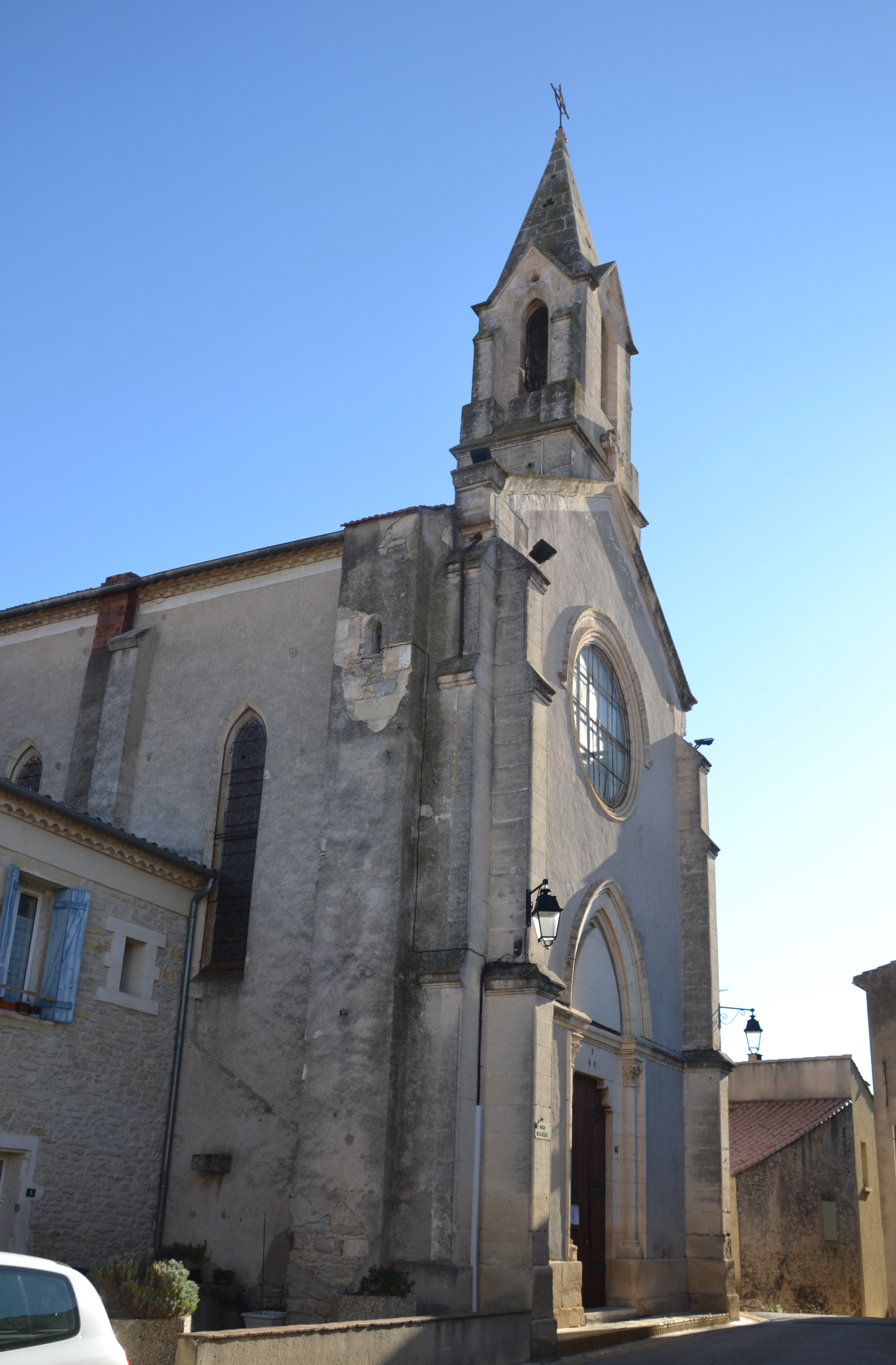
L'église...
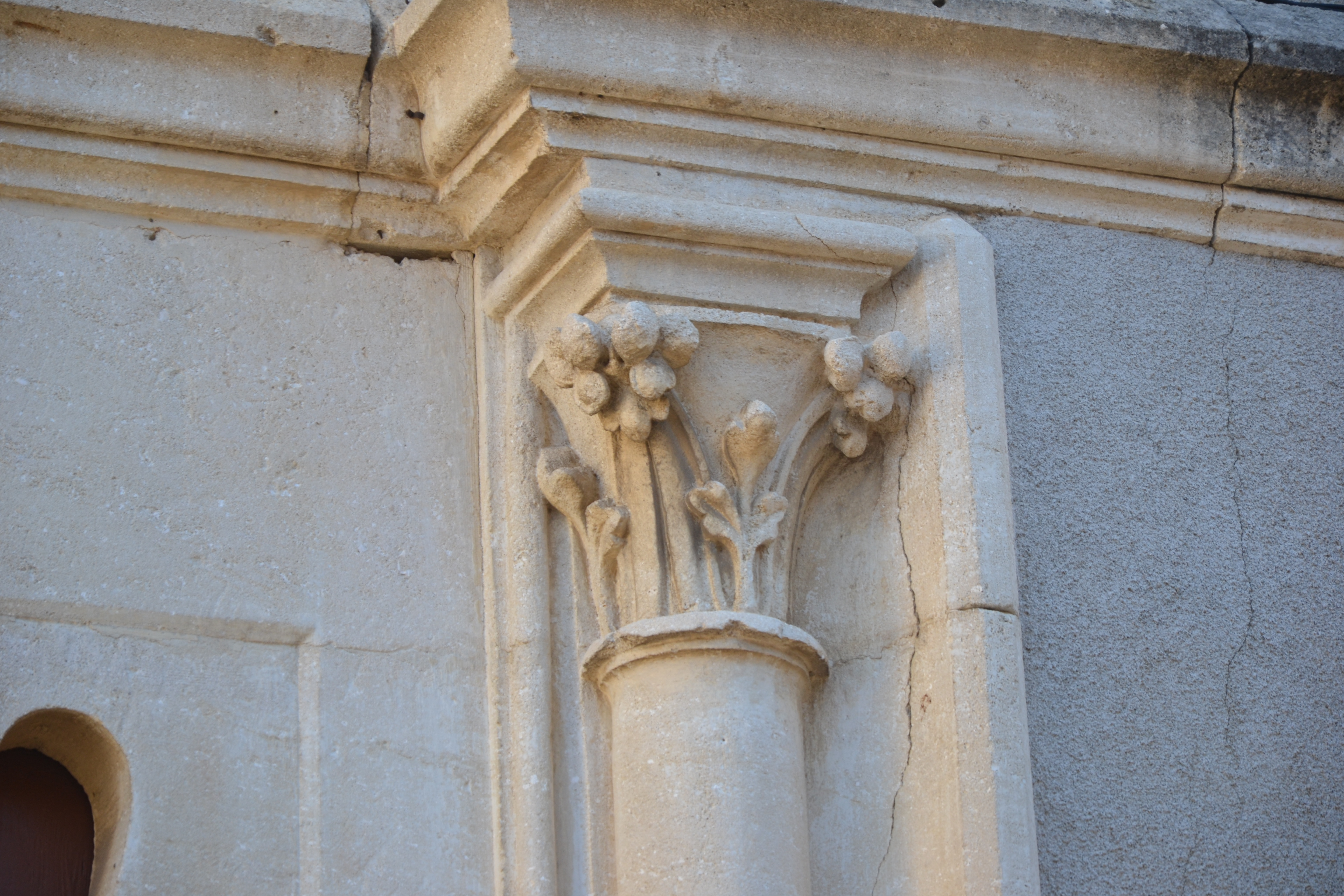
... et un de ses chapiteaux.
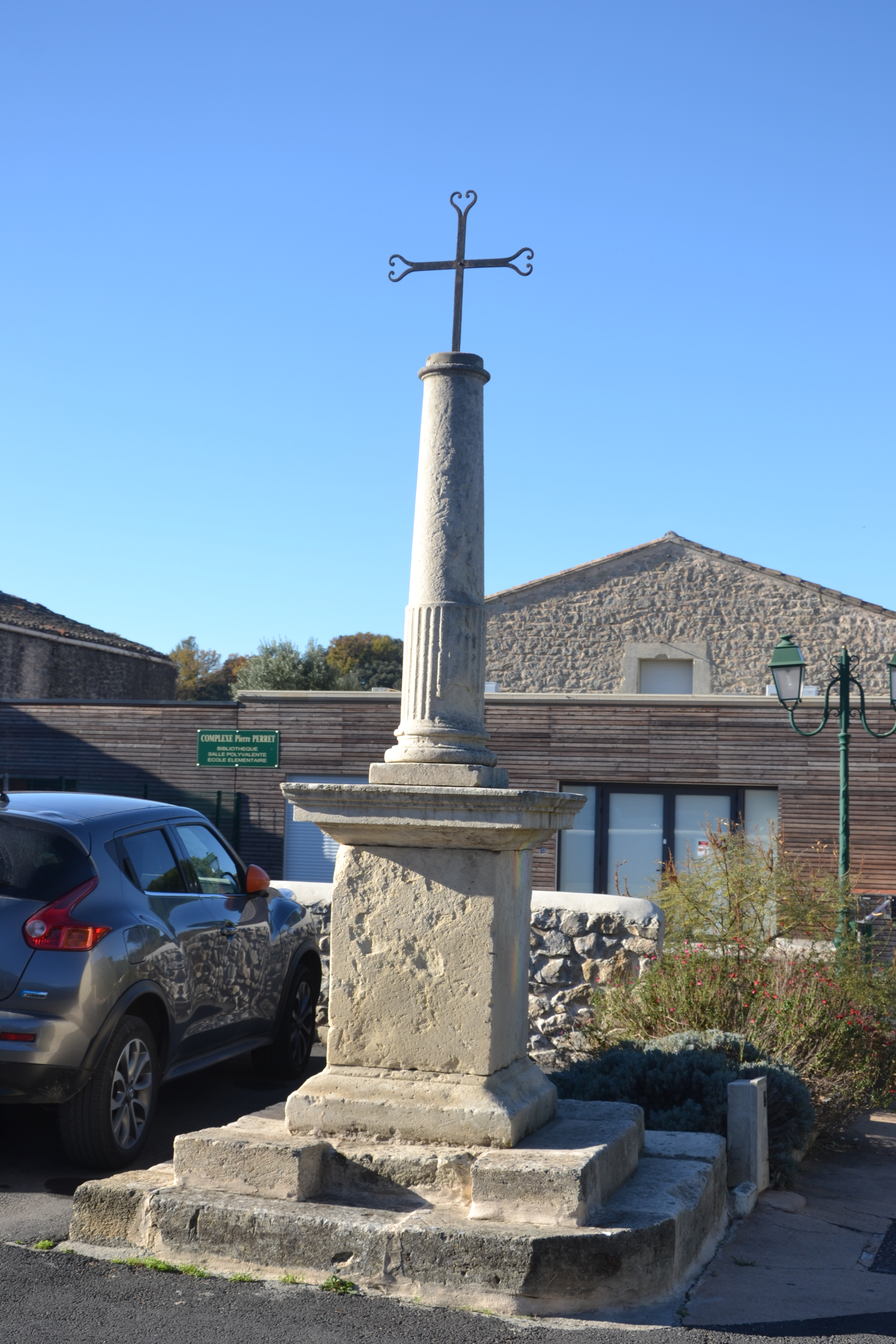
Croix monumentale.
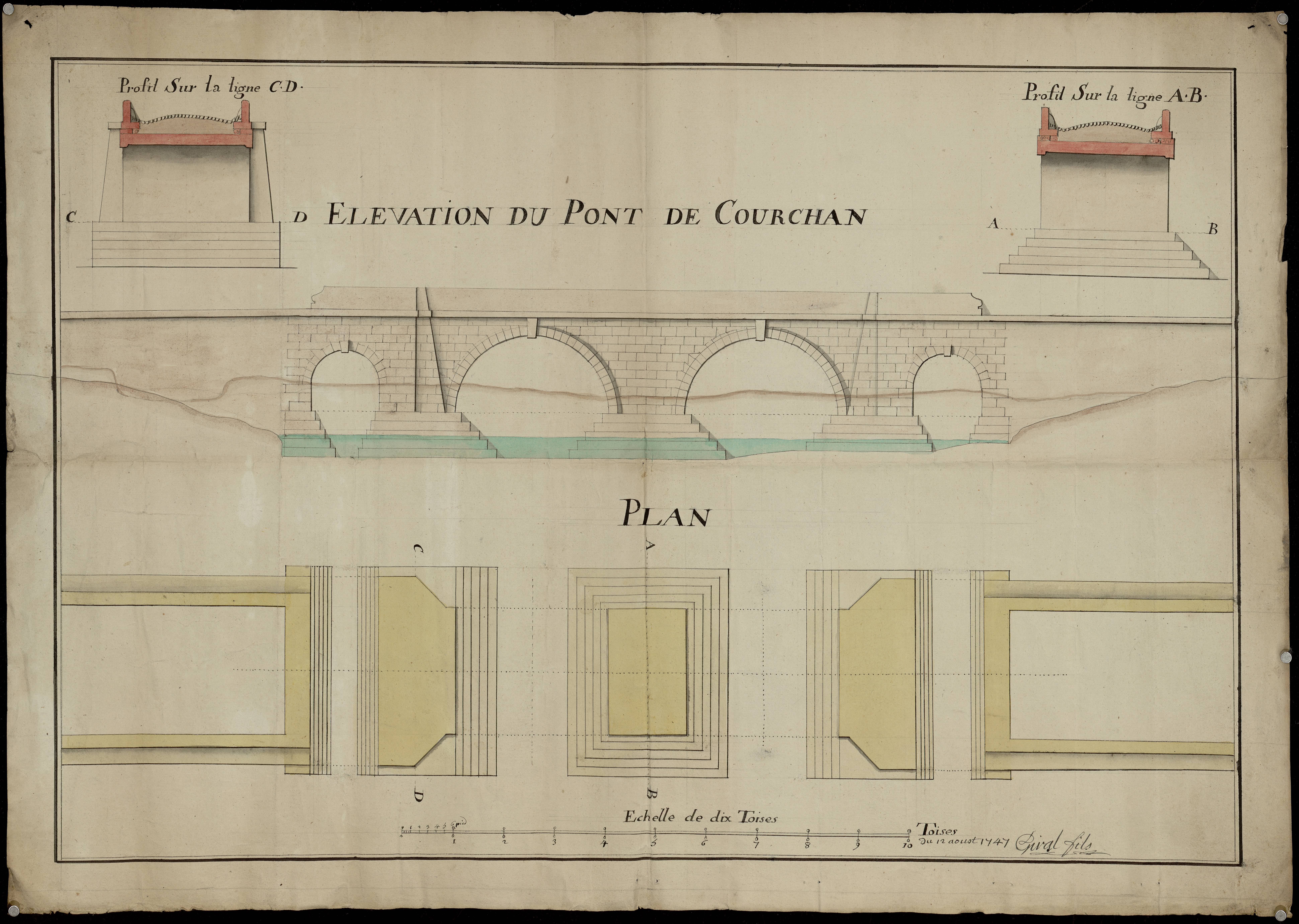
Plan du pont de Courchan (1747).

### Héraldique
| Blason de Saint-Sériès | Blason  | D'azur à Saint Sériès évêque, habillé pontificalement, la mitre en tête et la crosse épiscopale en la main senestre, la main dextre levée donnant la bénédiction, le tout d'or. |
| Blason de Saint-Sériès | Détails | Le statut officiel du blason reste à déterminer. |

## Pour approfondir